# محافظات العراق
ينقسم العراق إلى 19 محافظة، وهذه المحافظات تنقسم إلى أقضية وينقسم القضاء إلى ناحية واحد فأكثر. يبلغ عدد أقضية العراق 120 قضاءً. تُعتبر محافظة بغداد التي تَضُم مدينة بغداد أكثر محافظات العراق ازدحامًا بالسُكان، حيث يبلغ عدد سكانها 8 126 755 نسمة وفقاً للموجز الإحصائي العراقي سنة 2018، بينما تعدّ محافظة المثنى الأقل إزدحاماً بالسُكان حيث لا يزيد عدد سكانها عن 775 000 نسمة. أما مُحافظة الأنبار فهي أكبر مُحافظات العِراق مساحة حيث تبلغ مساحتها 138 500  كيلومتر مربع، بينما تُعد محافظة بغداد الأصغر مساحة، حيث تبلغ مساحتها 4٬555 كيلومتر مربع.

## قائمة محافظات العراق الحالية
كانت محافظات بغداد تُسمى ألوية، حتى سنة 1969 حين بُدّلت أسماؤها إلى محافظات.
| ت  | محافظة     | المساحة كم مربع2 | السكان 2020 | المركز     | أقضية |
| -- | ---------- | ---------------- | ----------- | ---------- | --- |
| 1  | دهوك       | 6,553            | 1,258,700   | دهوك       | العمادية، ودهوك، وسميل، وزاخو |
| 2  | نينوى      | 37,323           | 5,034,000   | الموصل     | عقرة، والبعاج، والحمدانية، والحضر، والموصل، والشيخان، وسنجار، وتلعفر، وتلكيف                                                                       |
| 3  | أربيل      | 15,074           | 2,187,700   | أربيل      | جومان، وأربيل، وكويسنجق، ومخمور، وميركسور، وشقلاوة، وسوران                                                                                         |
| 4  | السليمانية | 17,023           | 2,492,000   | السليمانية | جمجال، ودربندخان، ودوكان، وكلار، وبنجوين، وبشدر، ورانية، وسيد صادق، وشهرزور، وشاربازير، والسليمانية                                                |
| 5  | كركوك      | 9,679            | 1,715,600   | كركوك      | داقوق، والدبس، والحويجة، وكركوك |
| 6  | حلبجة      | 930.8            | 118,000     | حلبجة      | بيارة، وحلبجة، وخورمال، وسيروان |
| 7  | صلاح الدين | 24,751           | 1,689,000   | تكريت      | بيجي، وبلد، والدور، والدجيل، وسامراء، والشرقاط، وتكريت، وطوز خورماتو                                                                               |
| 8  | ديالى      | 17,685           | 1,848,000   | بعقوبة     | بلدروز، وبعقوبة، والخالص، وخانقين، وكفري، والمقدادية                                                                                               |
| 9  | الأنبار    | 138,501          | 2,091,000   | الرمادي    | عانة، والفلوجة، وحديثة، وهيت ، والقائم، والرمادي، وراوة، والرطبة                                                                                   |
| 10 | بغداد      | 4,555            | 9,465,000   | بغداد      | أبي غريب، والحسينية، والمدائن، والمحمودية، والتاجي، والطارمية، والرصافة، والأعظمية، والكاظمية، والكرادة الشرقية، والكرخ، والمنصور، والرشيد، والصدر |
| 11 | كربلاء     | 5,034            | 1,390,300   | كربلاء     | كربلاء، والهندية، وعين التمر |
| 12 | واسط       | 17,153           | 1,360,000   | الكوت      | بدرة، والحي، والكوت، والنعمانية، والصويرة |
| 13 | بابل       | 5,119            | 2,364,700   | الحلة      | الهاشمية، والحلة، والمحاويل، والمسيب |
| 14 | النجف      | 28,824           | 1,496,000   | النجف      | النجف، والكوفة، والمناذرة، والمشخاب |
| 15 | القادسية   | 8,153            | 1,320,000   | الديوانية  | عفك، والديوانية، والحمزة، والشامية |
| 16 | ميسان      | 16,072           | 1,079,644   | العمارة    | علي الغربي، والعمارة، والكحلاء، والميمونة، والمجر الكبير، وقلعة صالح                                                                               |
| 17 | المثنى     | 51,740           | 875,900     | السماوة    | الخضر، والرميثة، والسلمان، والسماوة |
| 18 | ذي قار     | 12,900           | 2,459,000   | الناصرية   | الجبايش، والناصرية، والرفاعي، والشطرة، وسوق الشيوخ                                                                                                 |
| 19 | البصرة     | 19,070           | 3,896,000   | البصرة     | * أبو الخصيب، والبصرة، والفاو، والمدينة، والقرنة، وشط العرب، والزبير                                                                               |

## قائمة المحافظات المقترحة
| ت | المحافظة    | المساحة كم2 | السكان  | المركز     |
| - | ----------- | ----------- | ------- | ---------- |
| 1 | تلعفر       | 3206        | 500,000 | تلعفر      |
| 2 | سهل نينوى   | 4,197       | 200,000 | تلكيف      |
| 3 | الفلوجة     | 8353        | 326,471 | الفلوجة    |
| 4 | طوز خورماتو | 1300        | 60,262  | طوزخورماتو |
| 5 | الزبير      | 7,243       | 375,000 | الزبير     |